# Pferdesteuer
Mit einer Pferdesteuer wird die Haltung von Pferden besteuert. In Deutschland ist die Pferdesteuer eine Gemeindesteuer, die von Kommunen gegenüber Pferdehaltern erhoben werden kann. Die Besteuerung von Pferden wurde von vielen Gemeinden geprüft, kontrovers diskutiert und überwiegend nicht realisiert. Beginnend im Jahr 2013 haben bundesweit vier Gemeinden die Steuer eingeführt, alle gelegen in Hessen, mit Beträgen zwischen 80 und 300 Euro pro Jahr und Tier; erhoben wird sie 2021 noch von zwei Gemeinden.

## Wesen und rechtliche Grundlagen
Steuersystematisch ist Gegenstand der Besteuerung nicht das Pferd an sich, sondern derjenige Teil des Einkommens des Halters oder Nutzers, den dieser für die Pferdehaltung oder -nutzung aufwendet. Da die Pferdesteuer an einen Vorgang im Gemeindegebiet anknüpft, handelt es sich um eine örtliche Aufwandsteuer. Sie ist daher gemäß Art. 106 Abs. 6 GG eine Gemeindesteuer, deren Erträge den Kommunen zustehen. Die Bundesländer besitzen die Gesetzgebungshoheit für örtliche Verbrauch- und Aufwandsteuern (Art. 105 Abs. 2a GG) und damit das Steuerfindungsrecht. In der Regel wurde diese Gesetzgebungskompetenz aber den Gemeinden als kommunales Steuerfindungsrecht übertragen, mittels der Kommunalabgabengesetze der Bundesländer. Einige Bundesländer haben dort Zustimmungserfordernisse auf Landesebene für die Einführung neuer örtlicher Steuern verankert, wie etwa Mecklenburg-Vorpommern, Nordrhein-Westfalen, Saarland, Thüringen oder Bayern. Schleswig-Holstein hat seinen Gemeinden die Einführung einer Pferdesteuer untersagt.
Im Übrigen sind die Gemeinden frei in ihrer Entscheidung, eine solche Steuer auf ihrem Gebiet zu erheben oder hierauf zu verzichten. Für die Erhebung einer Pferdesteuer ist eine kommunale Satzung die Rechtsgrundlage. Die Steuersatzung muss unter anderem festlegen: den Steuertatbestand, den Steuerschuldner, die Höhe der zu entrichtenden Steuer und eventuelle Befreiungsmöglichkeiten.
Das Bundesverwaltungsgericht entschied 2015 bezogen auf eine Steuersatzung einer hessischen Gemeinde, dass die Besteuerung der Pferdehaltung rechtlich zulässig sei und auch nicht gegen das in den Landesverfassungen verankerte Ziel der Sportförderung verstoße.
Wegen ihres geringen Aufkommens zählt die Pferdesteuer zu den Bagatellsteuern.

## Kontroverse zur Pferdesteuer
Die Einführung einer Pferdesteuer wurde jeweils kontrovers diskutiert. Im Jahr 2013 fand eine an den Deutschen Städte- und Gemeindebund und den Deutschen Städtetag gerichtete Petition 523.000 Unterstützende. In der Kontroverse werden unter anderem die nachfolgenden Argumente genannt.

### Pro-Argumente
Als Argument für die Steuer wird die vermeintliche finanzielle Besserstellung von Pferdeeigentümern angeführt.
Der Hessische Städte- und Gemeindebund (HSGB) vertritt die Ansicht, dass „Steuersätze von 750 Euro pro Jahr ... noch keine erdrosselnde Wirkung entfalten würden ... und in der Regel noch nicht die Abschaffung des Tieres erzwängen.“
Insbesondere von Hundehaltern wird eine Ungleichbehandlung der Haltung von Pferden, Katzen und Hunden aufgeführt, da für Pferde und Katzen – anders als für Hunde – keine Steuer zu entrichten sei.
Daneben werden Schäden, die durch Pferde im Gelände verursacht würden, und die Instandhaltung der Reitwege als Pro-Argument herangezogen. Auch die Verkotung der Wege durch Pferde findet sich häufig als Argument für eine Pferdesteuer.

### Contra-Argumente
Bauernverbände und Wirtschaftsverbände argumentieren, dass durch eine Pferdesteuer die Pferdebesitzer in steuerfreie Nachbargemeinden abwandern oder ihre Pferde verkaufen würden. Die lokalen Unternehmen und Landwirte würden somit geschädigt und die Netto-Einnahmen für die Kommune sich weiter reduzieren. Viele Landwirte hätten sich aufgrund sinkender Einnahmen ein weiteres Standbein durch Einstellung von Pferden geschaffen oder komplett auf Pferdehaltung umgestellt. Durch die Erhebung einer Pferdesteuer würden diese Investitionen entwertet.
Reiten fördert die Gesundheit und ist vom Deutschen Olympischen Sportbund als Gesundheitssport anerkannt. Eine Pferdesteuer beträfe auch Pferde für das therapeutische Reiten.
Die Pferdehaltung dient dem Pferdesport, vielfach von Kindern und Jugendlichen. 70 % der aktiven Reiter sind laut der Deutschen Reiterlichen Vereinigung (FN) unter 21 Jahren alt.
In vielen Bundesländern sei der Schutz und die Pflege des Sportes in der Landesverfassung verankert. Pferde gehörten unabdingbar zum Reitsport. Eine Pferdesteuer stehe der Sportförderung als kommunaler Pflichtaufgabe entgegen.
Es wird angeführt, dass eine Pferdesteuer Frauen diskriminiere, da der Reitsport zu über 75 % von Frauen ausgeübt wird.

## Bundesländer
Die Idee der Einführung einer Pferdesteuer tritt in deutschen Kommunen wiederkehrend auf, mehrere hundert Gemeinden prüften bereits die Einführung, jedoch entschied sich die überwiegende Mehrheit dagegen. Vier hessische Kommunen haben bisher eine Pferdesteuer eingeführt. Zwei davon haben die Pferdesteuer wieder aufgehoben.

### Hessen
Frühjahr 2011 veranlasste der Hessische Städte- und Gemeindebund (HSGB) auf Anregung der Gemeinde Schauenburg eine Mustersatzung zur Erhebung einer Pferdesteuer, die von allen Mitgliedsgemeinden als Vorlage eigener Gemeindesatzungen verwendet werden konnte. Im September 2011 entschied sich die Gemeinde Schauenburg gegen die Einführung einer Pferdesteuer. Verschiedene andere hessische Gemeinden, insbesondere die sogenannten „Schutzschirmkommunen“, prüften seither die Einführung einer Pferdesteuer. Das BVerwG betätigte im August 2015 die Rechtmäßigkeit einer Pferdesteuersatzung in Hessen.

#### Pferdebesteuerung in Bad Sooden-Allendorf
Als erste Gemeinde bundesweit beschloss im November 2012 das strukturschwache Bad Sooden-Allendorf zum 1. Januar 2013 die Einführung einer Pferdesteuer mit 200 Euro je Jahr und Pferd, die auch für nicht mehr reitbare Gnadenbrotpferde galt. 2013 wurde ausgehend von 150 steuerpflichtigen Pferden geplant jährlich 30.000 Euro einzunehmen.
Die tatsächlichen Einnahmen 2014 beliefen sich für 92 steuerpflichtige Pferde auf 21.400 Euro.
In Folge der neu eingeführten Pferdesteuer löste sich 2015 der örtliche Reitverein mit Steuerschulden auf, da die Steuer nicht auf die jugendlichen Mitglieder umgelegt werden konnte und die Vereinsanlage stand zum Verkauf. Zudem wurde 2016 eine Pferdepension abgewickelt. Bad Sooden-Allendorf schaffte die Pferdesteuer 2021 wieder ab.

#### Pferdebesteuerung in Schlangenbad
Im Dezember 2012 entschied als zweite Gemeinde Schlangenbad bei Wiesbaden, ab Januar 2014 eine Pferdesteuer in Höhe von zunächst 300 Euro jährlich pro Pferd zu erheben, von der nicht mehr reitbare Gnadenbrotpferde befreit sind. In Schlangenbad wurde geplant 2015 mit der Pferdesteuer 10.000 Euro einzunehmen. Von ursprünglich 150 Pferden (2013) blieben im Jahr 2015 nur 112 Pferde übrig, davon 29 steuerpflichtig. 2015 wurde ein Ertrag von 7.300 Euro erzielt. In diesem Zeitraum verließen in Schlangenbad zahlreiche Reiter mit ihren Pferden die Pensionsbetriebe und wechselten in das steuerfreie Umland. Diese Entwicklung kommentierte Bürgermeister Michael Schlepper September 2015 mit der Feststellung: „Ich glaube nicht, dass sich die intensive Diskussion […] und der teilweise eingetretene Imageverlust für Schlangenbad angesichts der Höhe der erzielbaren Bagatellsteuer lohnen.“ Mittlerweile erhebt die Gemeinde Schlangenbad die Steuer auch für Gnadenbrotpferde.

#### Pferdebesteuerung in Kirchheim
Im April 2013 beschloss die Gemeindevertretung von Kirchheim vor dem Hintergrund des hessischen Schutzschirms, dass ab Juni 2013 eine Pferdesteuer von 90 Euro pro Jahr und Tier zu entrichten sei, von der nicht mehr reitbare Gnadenbrotpferde befreit sind. Die Pferdesteuer soll wieder gestrichen werden, wenn die Gemeinde aus den Zwängen des Schutzschirms entlassen ist.

#### Pferdebesteuerung in Weißenborn
Im November 2013 beschloss die Gemeindevertretung in Weißenborn ab Januar 2014 einen gestaffelten Steuersatz für die Pferdehaltung. Im Dezember 2015 wurde die Pferdesteuer wieder abgeschafft.

### Bayern
In Bayern bedarf es zur Einführung einer neuen kommunalen Steuer einer Genehmigung durch das Bayerische Innenministerium. Im Jahr 1982 erklärte der Bayerische Verwaltungsgerichtshof die Einführung einer gemeindlichen Reitpferdesteuersatzung für unzulässig. Der bis 2018 amtierende Staatsminister für Ernährung, Landwirtschaft und Forsten Helmut Brunner lehnte eine Pferdebesteuerung ab.

### Bremen
Im September 2015 erklärte das Bremische Finanzministerium gegenüber Radio Bremen, keine Pferdesteuer zu planen.

### Nordrhein-Westfalen
In Nordrhein-Westfalen gibt es eine zweckgebundene Reitabgabe von 25 Euro pro Pferd und Jahr, für Reiterhöfe 75 Euro.
Eine Pferdesteuer muss von der Landesregierung genehmigt werden.
In einigen Kommunen war mehrfach die Summe von 750 Euro pro Jahr im Gespräch.

### Schleswig-Holstein

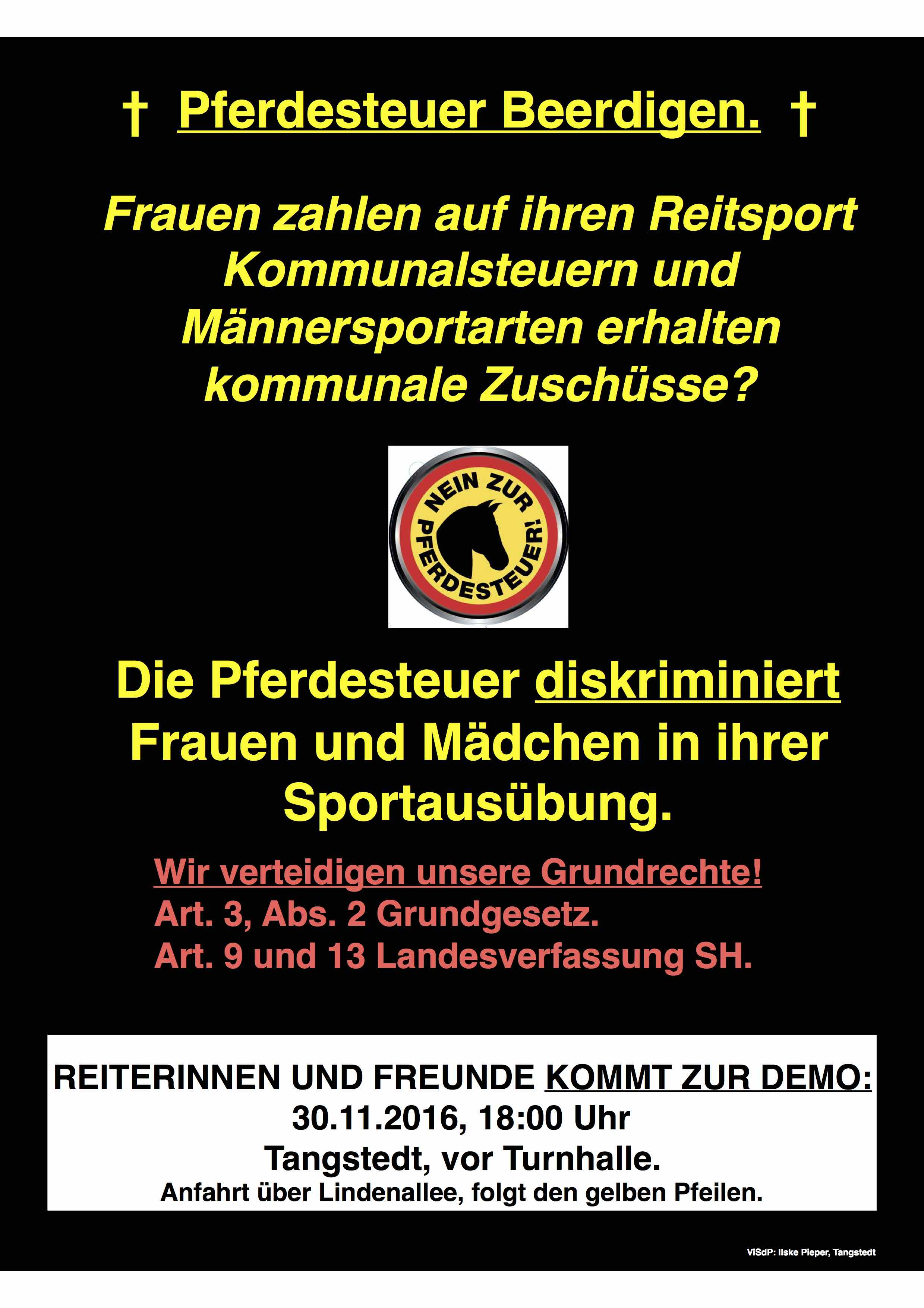
Aufruf zur Demonstration in Tangstedt

Der Gemeinderat in Tangstedt prüfte 2016 die Einführung einer Pferdesteuer und entschied sich ungeachtet von Protesten aus der Reiterschaft, die Steuer ab 2017 zu erheben. In Anbetracht des gerichtlichen Normenkontrollantrages einer Reiterin wurde die Steuererhebung allerdings zunächst ausgesetzt. Im Februar 2018 beschloss der Schleswig-Holsteinische Landtag aus Gründen der Sportförderung ein landesweites Verbot der Pferdesteuer. Ebenfalls in 2018 wurde die Tangstedter Pferdesteuer vom Gemeinderat rückwirkend abgeschafft.